# Samuel Cuburu
Samuel Cuburu (Orizaba, Mèxic, 20 de febrer de 1928) és un exfutbolista mexicà.

## Selecció de Mèxic
Va formar part de l'equip mexicà a la Copa del Món de 1950.